# Польовий транзистор

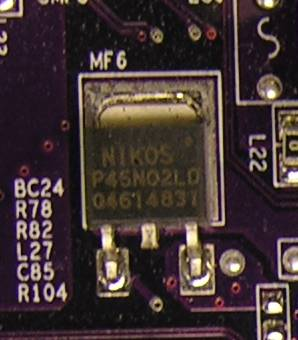
Польовий n-канальний транзистор великої потужності.

Польови́й транзи́стор, FET (англ. Field-effect transistor) — напівпровідниковий однополярний пристрій, переважно із трьома виводами, в якому сила струму, що протікає між двома електродами — витоком і стоком, регулюється напругою, прикладеною до третього електрода (затвора).

## Історія
Вперше ідея використання ефекту поля (електричного) для модуляції провідності на поверхні напівпровідника була запропонована Лілієнфельдом в середині 20-х років. В другій половині 30-х років Вільям Шоклі спробував її реалізувати на поверхні германію, керівний електрод розділявся за допомогою слюдяної пластинки. Хоч ефект поля і підтвердився експериментально, проте до практичної реалізації справа так і не дійшла. І тільки в 1960 році, коли була розроблена технологія пасивації кремнію (Девон Канг та Мартін Аталла), з'явились перші МДН-транзистори. Модель роботи МДН-транзистора була вперше запропонована Са Чін-Танг.

## Будова

Схема будови метал-оксидного польового транзистора: source — витік, gate — затвор, drain — стік

На малюнку праворуч схематично зображена будова одного з типів польового транзистора: метал-оксидного (MOSFET), або МОН (метал-оксид-напівпровідник). Усі транзистори такого типу мають витік, стік та затвор, яким відповідають емітер, колектор та база. Струм в транзисторі протікає через канал, що утворено легованою областю напівпровідника, розташованою між підкладкою і затвором. До каналу під'єднані два електроди — витік, що є джерелом носіїв заряду й стік, до якого носії заряду стікаються. Контакти між витоком та стоком і каналом робляться омічними. Для цього приконтактні області сильно легують. Ці області позначені на рисунку n+.
Під шириною транзистора розуміють розміри транзистора у напрямку, перпендикулярному до перерізу зображеному на діаграмі (тобто, в/від екрану). Типова ширина набагато більша за довжину каналу. Довжина каналу 1 мкм обмежує значення верхньої частоти до 5 ГГц, 0.2 мкм — до приблизно 30 ГГц.

## Принцип дії
За принципом дії польовий транзистор дуже схожий на водопровідний кран. Носії заряду протікають через канал, обмежений з одного боку підкладкою, в якій не може протікати струм, бо в ній немає носіїв заряду, та областю збіднення, яка утворюється під затвором завдяки контактній різниці потенціалів. Шириною області збіднення можна керувати, прикладаючи до затвора напругу. При прикладенні зворотної напруги область збіднення розширюється і перекриває більшу частину каналу. В канал наче висувається заслінка. При певному значенні зворотної напруги область збіднення повністю перекриває канал. Струм через канал зменшується. В цьому випадку говорять, що транзистор закритий. Відповідне значення напруги називається напругою запирання. При докладенні до затвора прямої напруги, канал розширюється, пропускаючи більший струм.

## Обернений затвор
В фізиці напівпровідників термін обернений затвор позначає сильно леговану підкладку, яка є хорошим провідником. Використовується як звичайний затвор для регулювання концентрації носіїв струму в гетероструктурах з двохвимірним електронним газом (або двохвимірним дірковим газом). Використовується в тих випадках, коли важко створити звичайний затвор. Якщо підкладка достатньо тонка і поле не екранується в непровідному матеріалі, то поле проникає до електронного газу.
В цьому випадку можна обійтися без легування та використовувати металічну пластину, котра також буде називатися оберненим затвором. Фактично, якщо поле не екранується, то концентрація ДЕГ (який можна вважати другою обкладкою конденсатора) залежить тільки від ємності системи.
В МДН-транзисторах четвертий електрод має назву «підкладка». Проте слід розрізняти дискретні МДН-транзистори, в яких електрод підкладки (bulk) працює нарівні з іншими електродами (тобто жорстко індивідуалізований), та інтегральні схеми на МДН-транзисторах в яких електрод підкладки (substrate) є спільний для всіх МДН транзисторів одного типу. Правда у випадку технології кремній на сапфірі, електроди підкладки є також індивідуалізовані для кожного інтегрального МДН- транзистора.
Вплив електрода підкладки на ВАХ МДН-транзисторів широко досліджувався наприкінці 70-х років минулого століття.

## Типи польових транзисторів

Види польових транзисторів та їх позначення на принципових схемах.

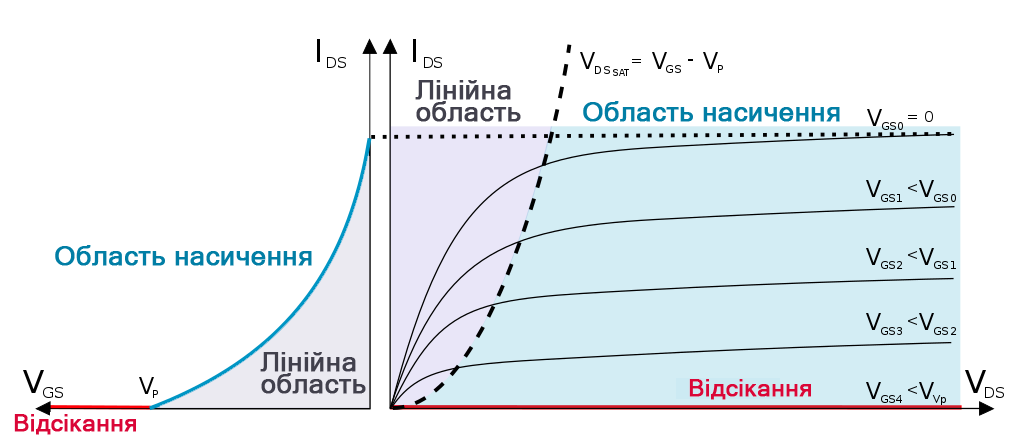
Вольт-амперні характеристики польового транзистора

Серед різновидів польових транзисторів можна виділити два основні класи: польові транзистори із затвором у виді p-n переходу та польові транзистори із затвором, який ізольований від робочого напівпровідникового об'єму діелектриком. Прилади другого класу часто також називають МДН транзисторами (від словосполучення метал — діелектрик — напівпровідник) та МОН транзисторами (від словосполучення метал — оксид — напівпровідник), оскільки як діелектрик найчастіше використовується діоксид кремнію.
В свою чергу транзистори з ізольованим каналом поділяються на транзистори з вбудованим каналом (англ. depletion mode transistor) та індукованим каналом. Транзистори з вбудованим каналом (у них канал відкритий при нульовій напрузі витік-затвор) зустрічаються набагато рідше.
Також польові транзистори підрозділяються на транзистори з каналом провідності n-типу або p-типу.

## Транзистори з керуючим p-n переходом
Польовий транзистор з керівним p-n переходом — це польовий транзистор, затвор якого ізольований (тобто відокремлений в електричному відношенні) від каналу p-n переходом, зміщеним у зворотньому напрямку.
Такий транзистор має два невипрямлювані контакти до області, по якій проходить керований струм основних носіїв заряду, і один або два керівних електронно-діркових переходи, зміщених у зворотному напрямку. При зміні зворотної напруги на p-n переході змінюється його товщина і, отже, товщина області, по якій проходить керований струм основних носіїв заряду. Область, товщина і поперечний переріз якої управляється зовнішньою напругою на керівному p-n переході і по якій проходить керований струм основних носіїв, називають каналом. Електрод, з якого в канал входять основні носії заряду, називають витоком або джерелом (англ. Source). Електрод, через який з каналу йдуть основні носії заряду, називають стоком (Drain). Електрод, який слугує для регулювання поперечного перетину каналу, називають затвором (Gate).
Електропровідність каналу може бути як n-, так і p-типу. Тому по електропровідності каналу розрізняють польові транзистори з n-каналом і р-каналом. Всі полярності напруг зсуву, що подаються на електроди транзисторів з n-і з p-каналом, протилежні.
Управління струмом стоку, тобто струмом від зовнішнього щодо потужного джерела живлення в колі навантаження, відбувається при зміні зворотної напруги на p-n переході затвора (або на двох p-n переходах одночасно). У зв'язку з малістю зворотних струмів потужність, необхідна для управління струмом стоку і споживана від джерела сигналу в колі затвора, виявляється мізерно малою. Тому польовий транзистор може забезпечити посилення електромагнітних коливань як по потужності, так і по струму і напрузі.
Таким чином, польовий транзистор за принципом дії аналогічний вакуумному тріоду. Витік у польовому транзисторі подібний до катода вакуумного тріода, затвор — до сітки, стік — до анода. Але при цьому польовий транзистор істотно відрізняється від вакуумного тріода. По-перше, для роботи польового транзистора не потрібно підігріву катода. По-друге, будь-яку з функцій витоку і стоку може виконувати кожен з цих електродів. По-третє, польові транзистори можуть бути зроблені як з n-каналом, так і з p-каналом, що дозволяє вдало поєднувати ці два типи польових транзисторів в схемах.
Від біполярного транзистора польовий транзистор відрізняється, по-перше, принципом дії: в біполярному транзисторі управління вихідним сигналом проводиться вхідним струмом, а в польовому транзисторі — вхідною напругою або електричним полем. По-друге, польові транзистори мають значно більший вхідний опір, що пов'язано із зворотним зсувом p-n-переходу затвора в розглянутому типі польових транзисторів. По-третє, польові транзистори можуть мати низький рівень шуму (особливо на низьких частотах) через те, що в польових транзисторах не використовується явище інжекції неосновних носіїв заряду і канал польового транзистора може бути відділений від поверхні напівпровідникового кристала. Процеси рекомбінації носіїв в p-n переході і в базі біполярного транзистора, а також генераційно-рекомбінаційні процеси на поверхні кристала напівпровідника супроводжуються виникненням низькочастотних шумів.

## Схеми підключення
Польовий транзистор може бути увімкнений за трьома основними схемами:
- Із загальним витоком (ЗВ);
- Із загальним стоком (ЗС);
- Із загальним затвором (ЗЗ).

Схема підключення польового транзистора з керуючим pn-переходом із загальним витоком.
Схема підключення польового транзистора з керуючим pn-переходом із загальним стоком.
Схема підключення польового транзистора з керуючим pn-переходом із загальним затвором.

На практиці найчастіше застосовується схема із загальним витоком (ЗВ), аналогічна схемі на біполярному транзисторі із загальним емітером (ЗЕ). Каскад із загальним витоком дає дуже велике підсилення струму і потужності. Схема із загальним затвором (ЗЗ) аналогічна схемі із загальною базою (ЗБ). Вона не дає підсилення за струмом, і тому підсилення потужності в ній у багато разів менше, ніж у схемі з ЗВ. Каскад із загальним затвором має низький вхідний опір, і тому рідко застосовується у підсилювальній техніці.
Каскад з загальним стоком (ЗС) аналогічний каскаду з загальним колектором (ЗК) для біполярного транзистора - емітерним повторювачем. Такий каскад часто називають витоковим повторювачем. Коефіцієнт посилення по напрузі в цій схемі завжди трохи менше 1, а коефіцієнт посилення за проектною потужністю займає проміжне значення між ЗЗ і ЗВ. Перевага цього каскаду - дуже низька вхідна паразитна ємність і його часто використовують в якості буферного розділового каскаду між високоомним джерелом сигналу, наприклад, пьезодатчиком і подальшими каскадами підсилення. За широкосмуговим властивостям цей каскад також займає проміжне положення між ЗЗ і ЗВ.

## Застосування
Із розробкою технології інтегральних схем польові транзистори майже витіснили біполярні транзистори з більшості галузей електроніки.[джерело?] Понад 100 млн транзисторів у процесорі комп'ютера є польовими транзисторами. Вони використовуються також у мікросхемах, які входять до складу більшості радіоелектронних приладів: мобільних телефонів, телевізорів, пральних машин, холодильників тощо.
Стрімко розвиваються галузі застосування потужних польових транзисторів. У силовій електроніці потужні польові транзистори успішно замінюють і витісняють потужні біполярні транзистори. В підсилювачах потужності звукових частот класу Hi-Fi і Hi-End потужні польові транзистори успішно замінюють потужні електронні лампи, оскільки мають малі нелінійні і динамічні спотворення.